# Fenin-Vilars-Saules
Pour les articles homonymes, voir Fenin, Vilars et Saules.

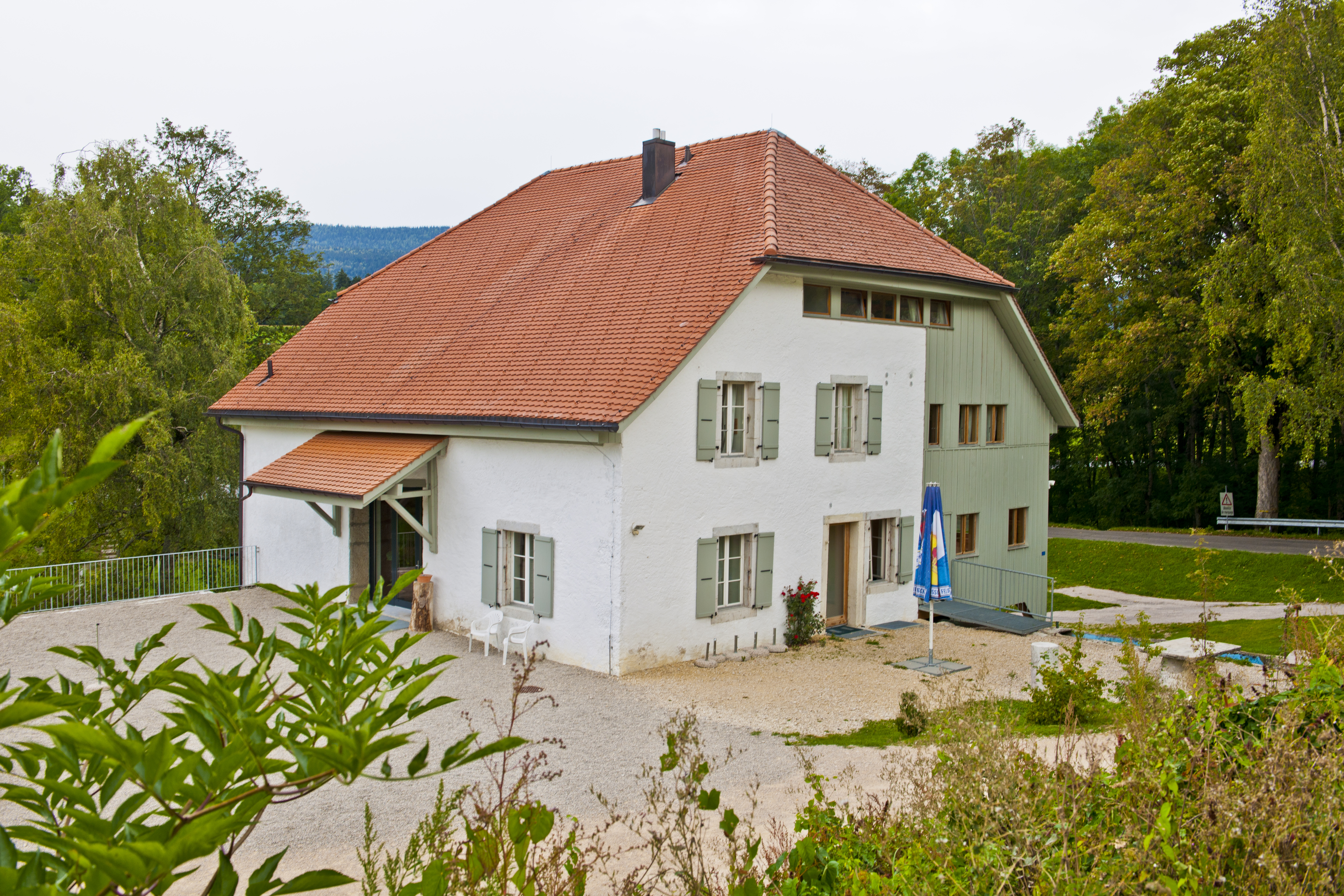
Fenin-Vilars-Saules, Moulin de Bayerel.

Fenin-Vilars-Saules est une localité et une ancienne commune suisse du canton de Neuchâtel, située dans la région Val-de-Ruz.

## Géographie

Vue aérienne de 1500 m par Walter Mittelholzer (1927).

Selon l'Office fédéral de la statistique, Fenin-Vilars-Saules mesurait 6,48 km2. 6,9 % de cette superficie correspond à des surfaces d'habitat ou d'infrastructure, 43,8 % à des surfaces agricoles, 49,2 % à des surfaces boisées et 0,0 % à des surfaces improductives.

## Histoire
Le 1er janvier 2013, la commune a fusionné avec celles de Boudevilliers, Cernier, Chézard-Saint-Martin, Coffrane, Dombresson, Engollon, Fontainemelon, Fontaines, Les Geneveys-sur-Coffrane, Les Hauts-Geneveys, Montmollin, Le Pâquier, Savagnier et Villiers pour former la nouvelle commune de Val-de-Ruz.

## Démographie
Selon l'Office fédéral de la statistique, Fenin-Vilars-Saules comptait 845 habitants fin 2022. Sa densité de population atteint 130 hab./km2.
Le graphique suivant résume l'évolution de la population de Fenin-Vilars-Saules entre 1850 et 2008 :

## Culture locale et patrimoine

### Personnalités liées à Fenin-Vilars-Saules
- L'écrivain Alexis Maridor (1848-1909) est né à Fenin.